# Иван Бучуковеца
Уста Иван Бучуковеца с истинско име Иван Денев Митев е български дърворезбар от Тревненската художествена школа.
Иван Бучуковеца е роден в село Бучуковци, Дряновско, откъдето произхожда и прякорът му, около 1785 г. Даскаловата къща в Трявна е построена от майстор Димитър Ошанеца, а Иван Бучуковеца е негов главен калфа. Къщата, която е построил той за себе си, е позната като „Къщата на Бучуковеца“. Строена е през 1847 г., едновременно с църквата „Св. Йоан Кръстител“ в същото село. След многократни препродажби и ремонти от оригиналния възрожденски вид на къщата е останало за поколенията твърде малко – резбованите колони и дървената подредба на чардака, огромният дървен скрин, старите ковани пирони, малките дървени врати, водещи към собите и стълбището към двора, старите греди на сачака (обшита с дъски стреха) и каменният ограден дувар.
За творческото противоборство на Иван Бучуковеца с неговия първомайстор Димитър Ошанеца има разказвана легенда. Тя се отнася за градената през 1808 г. къща на чорбаджи Христо Даскалов. Много народ прииждал да гледа новата къща, но все нещо не достигало на погледа. Тогава Ошанеца гръмко и авторитетно рекъл на хората: „Аз на двете големи соби такива тавани от дърво ще изрежа, че да онемее всеки, който вдигне очи да ги види!“. Скочил тогава развълнуван Бучуковеца и викнал, че и той може да измайстори такъв таван, който да може да се мери с тавана на майстора му. Работили марангозите половин година до Димитровден, всеки в отредената му одая. По тези празници чорбаджията свикал гражданството, и по-специално майсторите от резбарския еснаф. Слънцата на техните тавани греели като истински: на Ошанеца като майско, носещо покой, а на Бучуковеца било подобно на юлското, сякаш даващо младост, живот и сила по раменете на хората. Решението било, че Бучуковеца вече може да бъде наричан „майстор“, но башмайстор си остава Димитър и „нему принадлежи червения пояс“.

## Галерия
- „Юлското“ слънце на Иван Бучуковеца
- „Майското“ слънце на Димитър Ошанеца

## Двеста години от майсторския облог в Трявна
Този облог между Бучуковеца и Ошанеца, сключен на 6 май 1808 г. по време на заключителните работи на Даскаловата къща, е повод за допълнитени празненства. Тържествата са уредени във връзка с всенародния празник Гергьовден и Деня на резбаря. Образува се тържествено шествие, което тръгва от старинния площад и завършва в Даскаловата къща. Шествието се води от Градската духова музика и иконата на Свети Георги – патрон на резбарите. Този облог дава начало на ред традиционни състезания по дърворезбарство на бългатските марангози и по него Рачо Стоянов написва драмата „Майстори“.